# Lancia Appia
Der Lancia Appia ist ein Pkw-Modell des Automobilherstellers Lancia, das von Frühjahr 1953 bis Herbst 1963 in drei unterschiedlichen Serien gefertigt wurde. In der ersten Serie (1953–1956) wurden 20.005, in der zweiten (1956–1959) 22.424 und in der dritten (1959–1963) 55.577 Fahrzeuge gebaut.

## Modellgeschichte
Der Appia war teurer als der Fiat 1100 und nicht so schnell wie die Alfa Romeo Giulietta. Wie schon der Vorgänger Ardea und der Fiat 1100 vor dem Krieg hat er keine B-Säule, sodass sich mit den gegenläufigen Türen ein großer Raum öffnet. Der Vierzylinder-V-Motor mit eng zusammenstehenden Zylindern (Bankwinkel 10,14°) hat zwei obenliegende Nockenwellen, halbkugelförmige Brennräume und eine zweifach gelagerte Kurbelwelle. Die Vorderräder sind einzeln an einer Geradeführung mit Schiebehülsen aufgehängt; hinten hat der Appia eine Starrachse an Blattfedern mit Teleskopstoßdämpfern. Er hat eine einfache Schneckenlenkung und an allen Rädern hydraulisch betätigte Trommelbremsen. Anders als bei der größeren Aurelia wurde bei der Appia auf die Platzierung des Getriebes an der Hinterachse (Transaxle) verzichtet. Durch den leichteren und im Motorraum weit hinten verbauten 4-Zylinder, eine Aluminium Motorhaube und die Platzierung der schweren Batterie unter dem Kofferraumboden erreicht die Appia Limousine auch so eine fast ideale Gewichtsverteilung zwischen Vorder- und Hinterachse. Bei der 1. Serie der Appia Limousine wurden zudem weite Teile der Karosserie und Anbauteile aus Aluminium gefertigt, was zum einen teuer zu produzieren, zum anderen nicht besonders alltagstauglich war, so dass Lancia in den weiteren Serien auf großflächigen Anwendung von Aluminium verzichtete.
Außer der Limousine wurden zwei Coupé-Versionen von Zagato, eine von Pininfarina sowie ein Cabriolet von Carrozzeria Vignale produziert. Ebenso gab es auf Basis der dritten Serie eine Kombiversion „Giardinetta“ von Viotti. Spezialbetriebe wie Carrozzeria Garavini stellten unter anderem Krankenwagen auf Appia-Basis her.

## Motoren
| Model                | Produktionsjahr | Motor | Hubraum  | Leistung      | Fuel system |
| -------------------- | --------------- | ----- | -------- | ------------- | ----------- |
| Limousine (1. Serie) | 1953–1956       | V4    | 1089 cm³ | 38 PS (28 kW) | Vergaser    |
| Limousine (2. Serie) | 1956–1959       | V4    | 1089 cm³ | 43 PS (32 kW) | Vergaser    |
| Limousine (3. Serie) | 1959–1963       | V4    | 1089 cm³ | 48 PS (35 kW) | Vergaser    |
| Coupé, Cabrio        | 1956–1963       | V4    | 1089 cm³ | 53 PS (39 kW) | Vergaser    |
| GTS                  | 1956–1958       | V4    | 1089 cm³ | 58 PS (43 kW) | Vergaser    |
| Sport                | 1960–1963       | V4    | 1089 cm³ | 60 PS (44 kW) | Vergaser    |

## Galerie

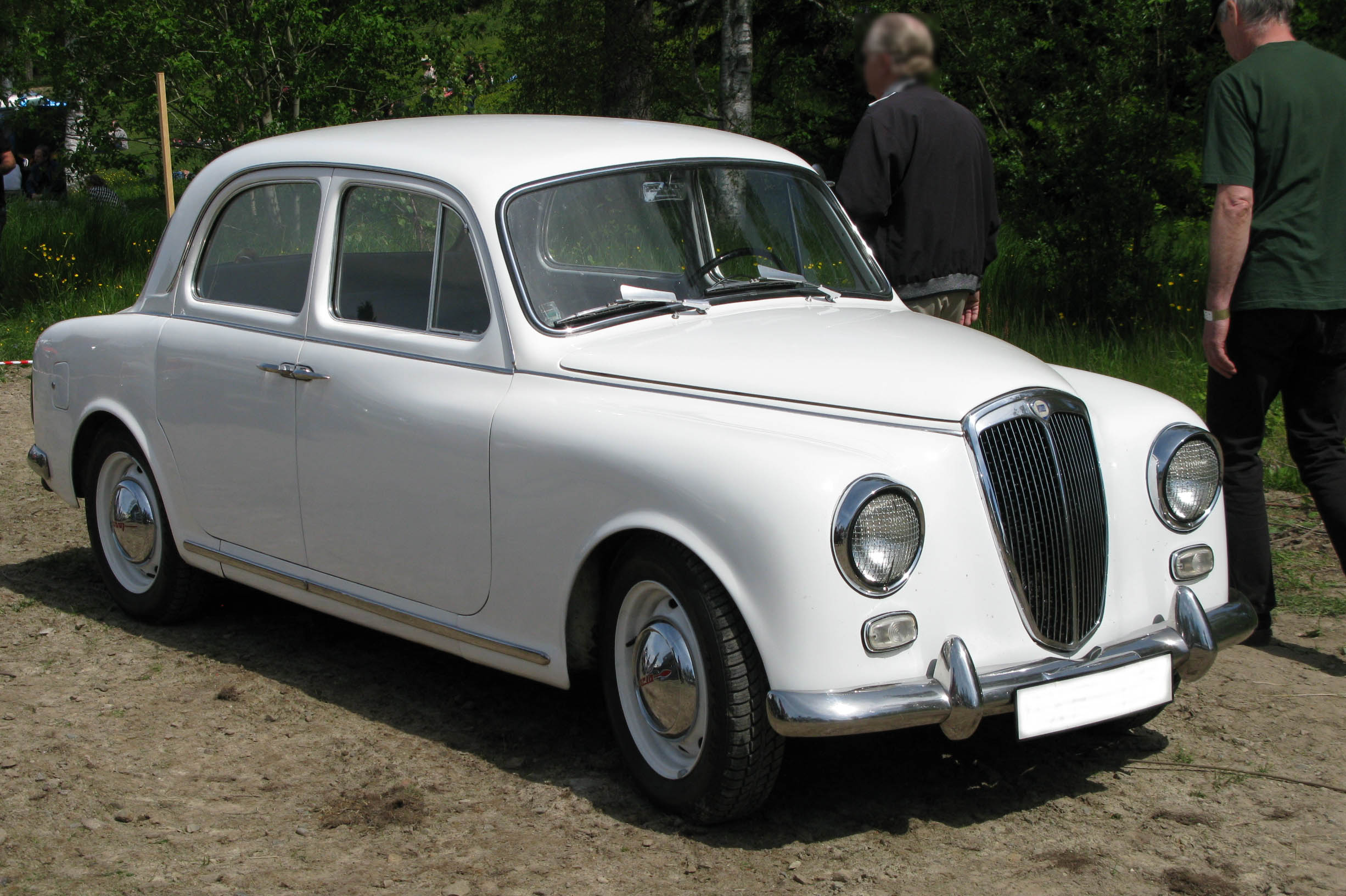
Lancia Appia (1956–1959)
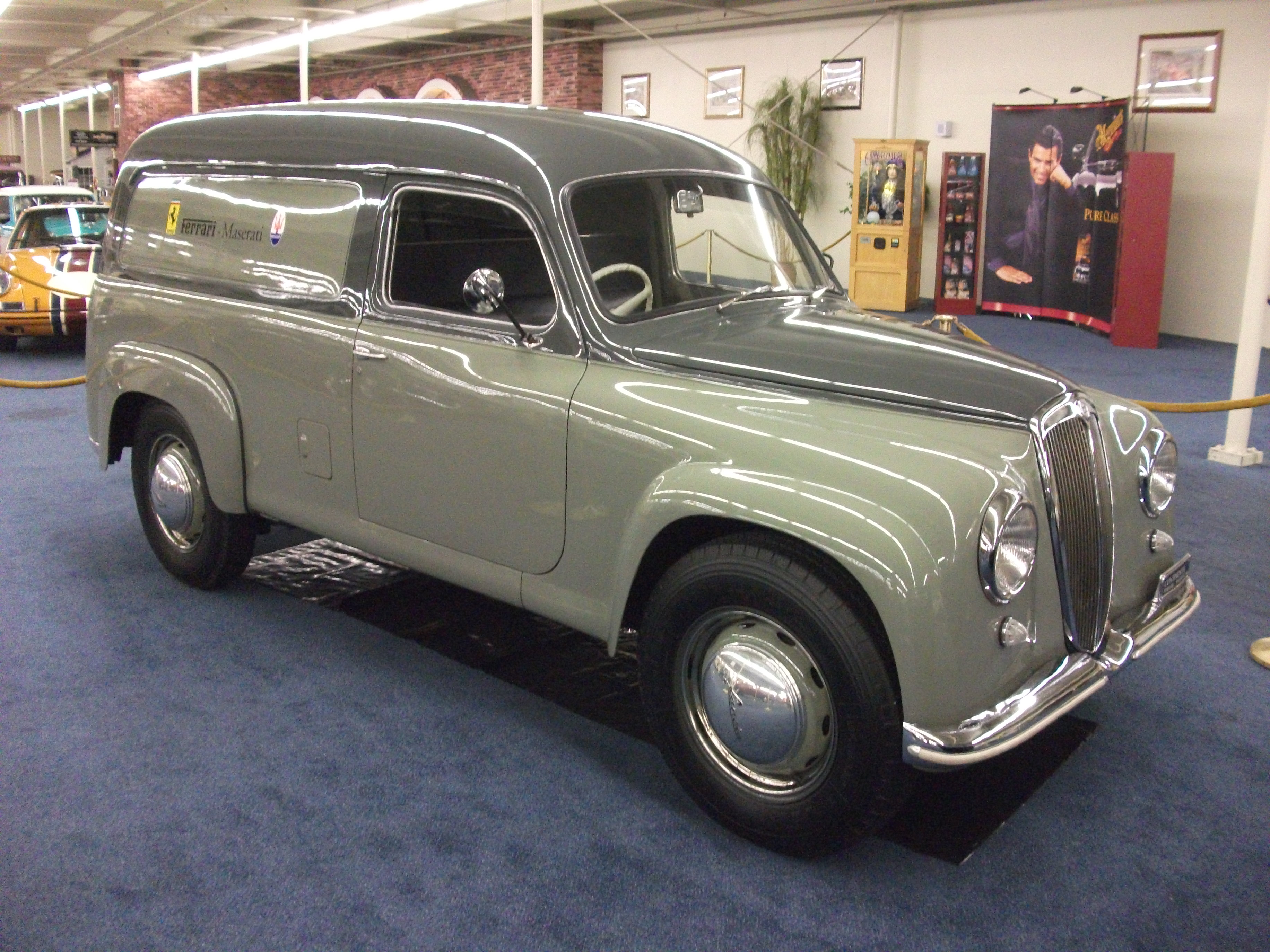
Lancia Appia Furgoncino (1956–1959)
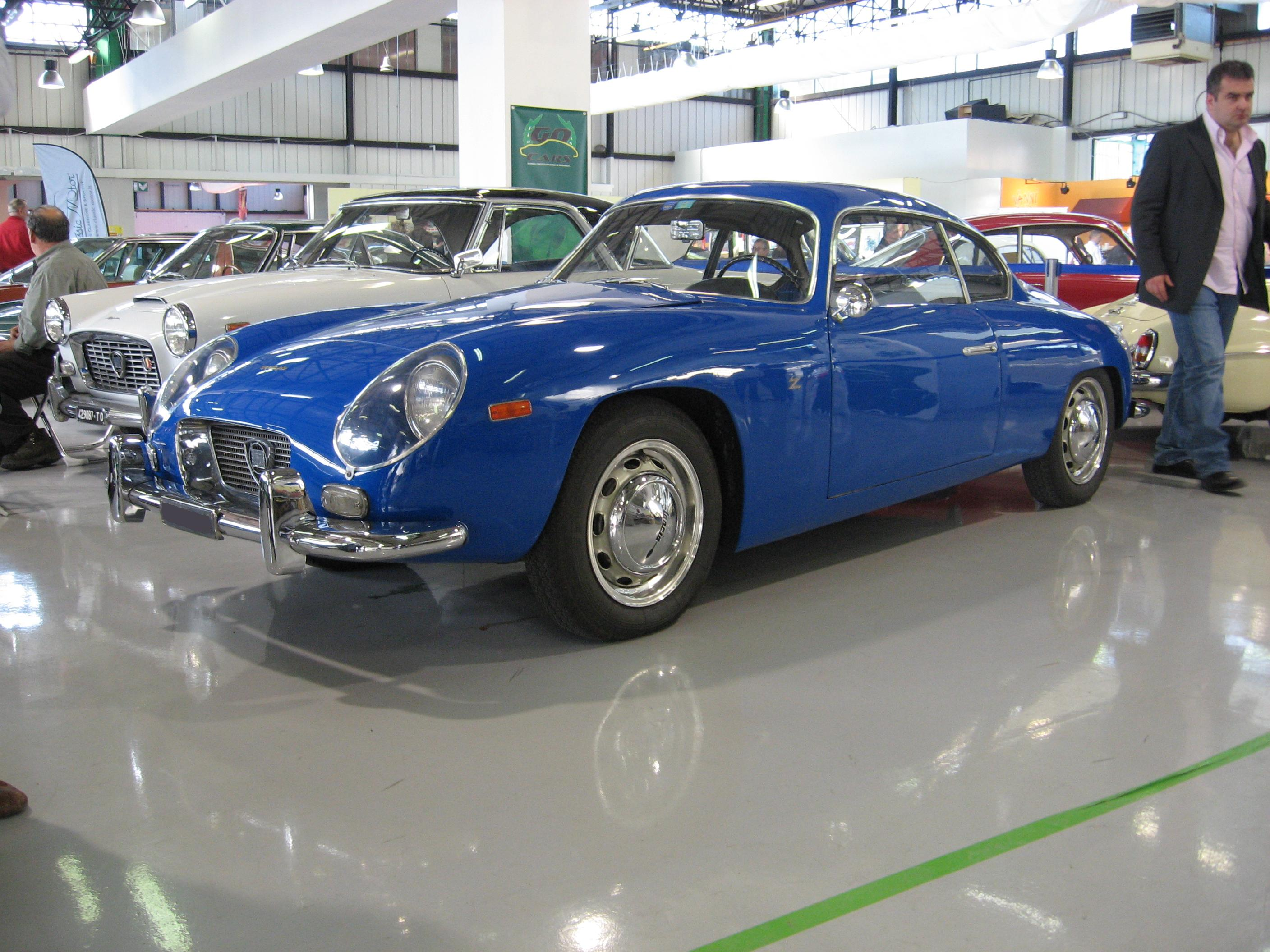
Lancia Appia GTE Zagato (1958)
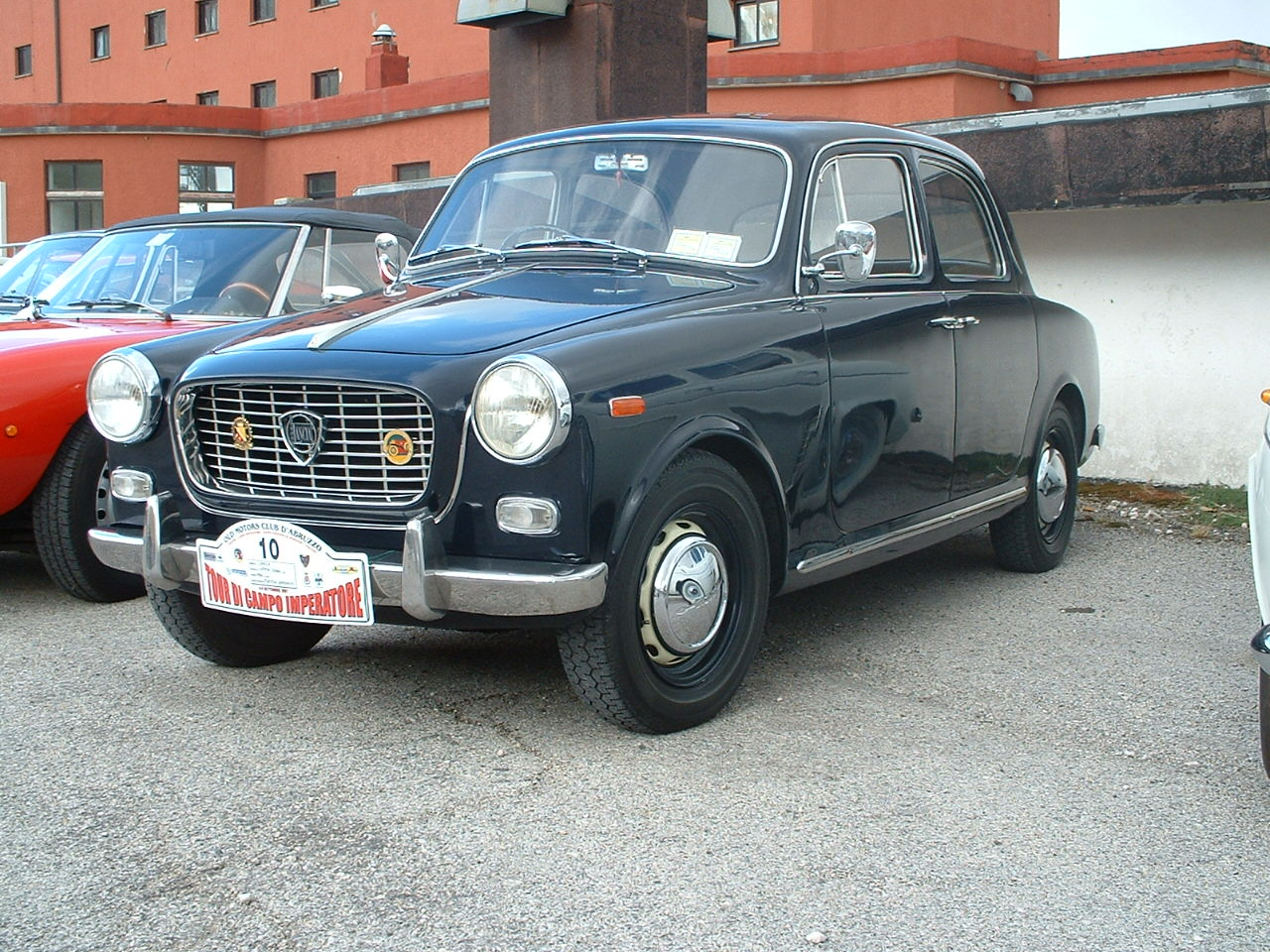
Lancia Appia (1959–1963)
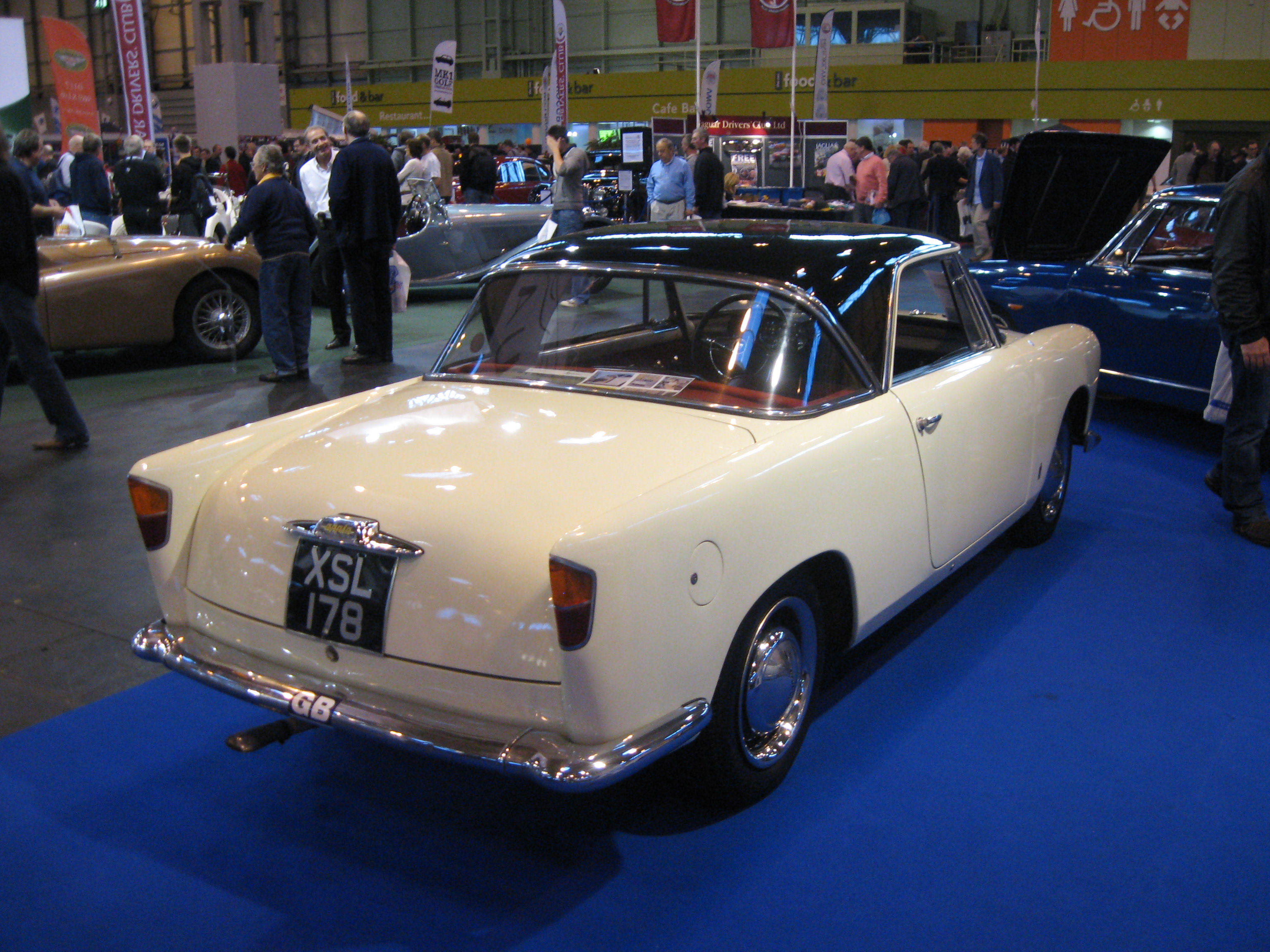
Lancia Appia Coupé Pininfarina (1960–1963)
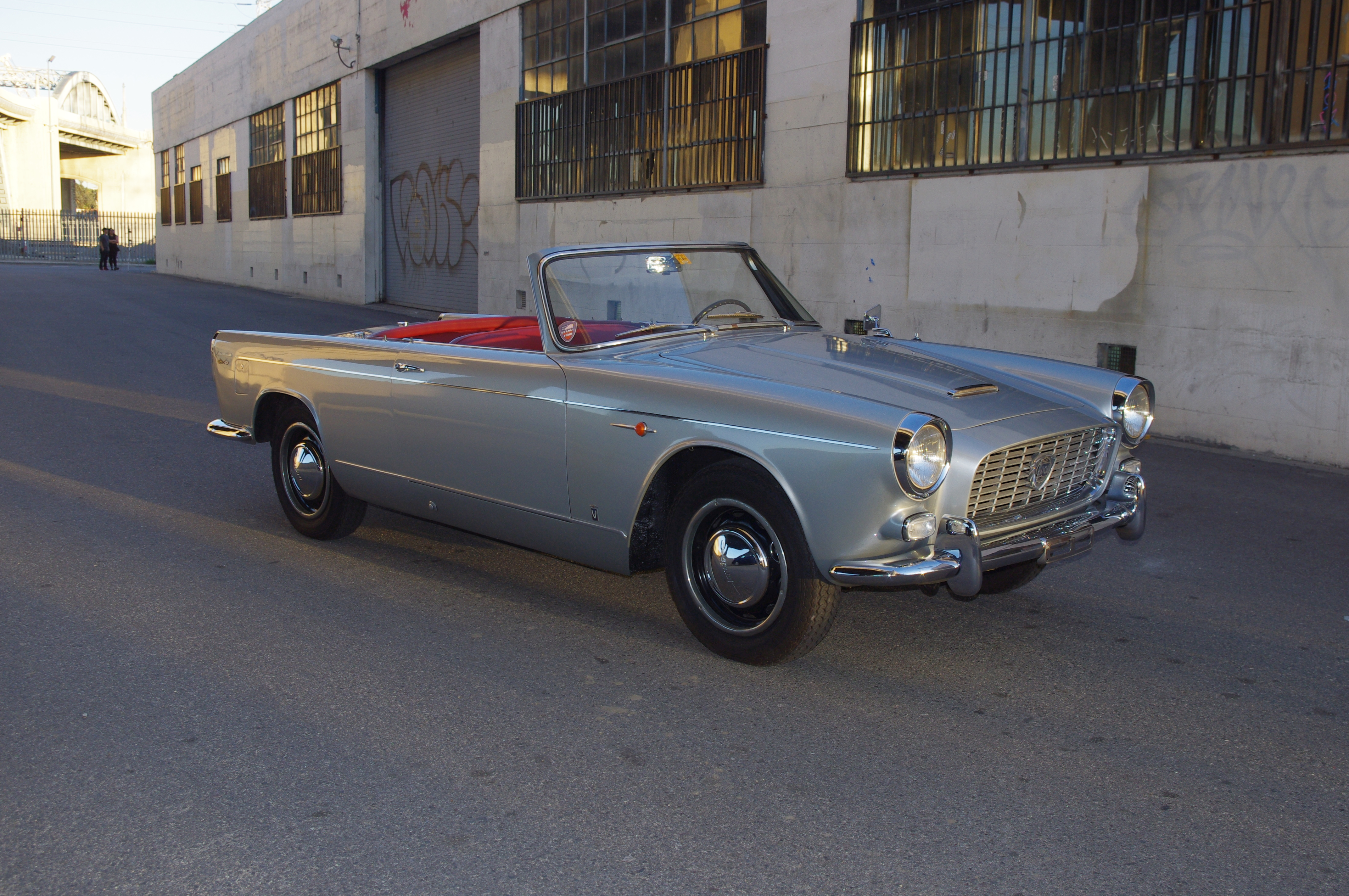
Lancia Appia Convertibile Vignale (1960–1963)
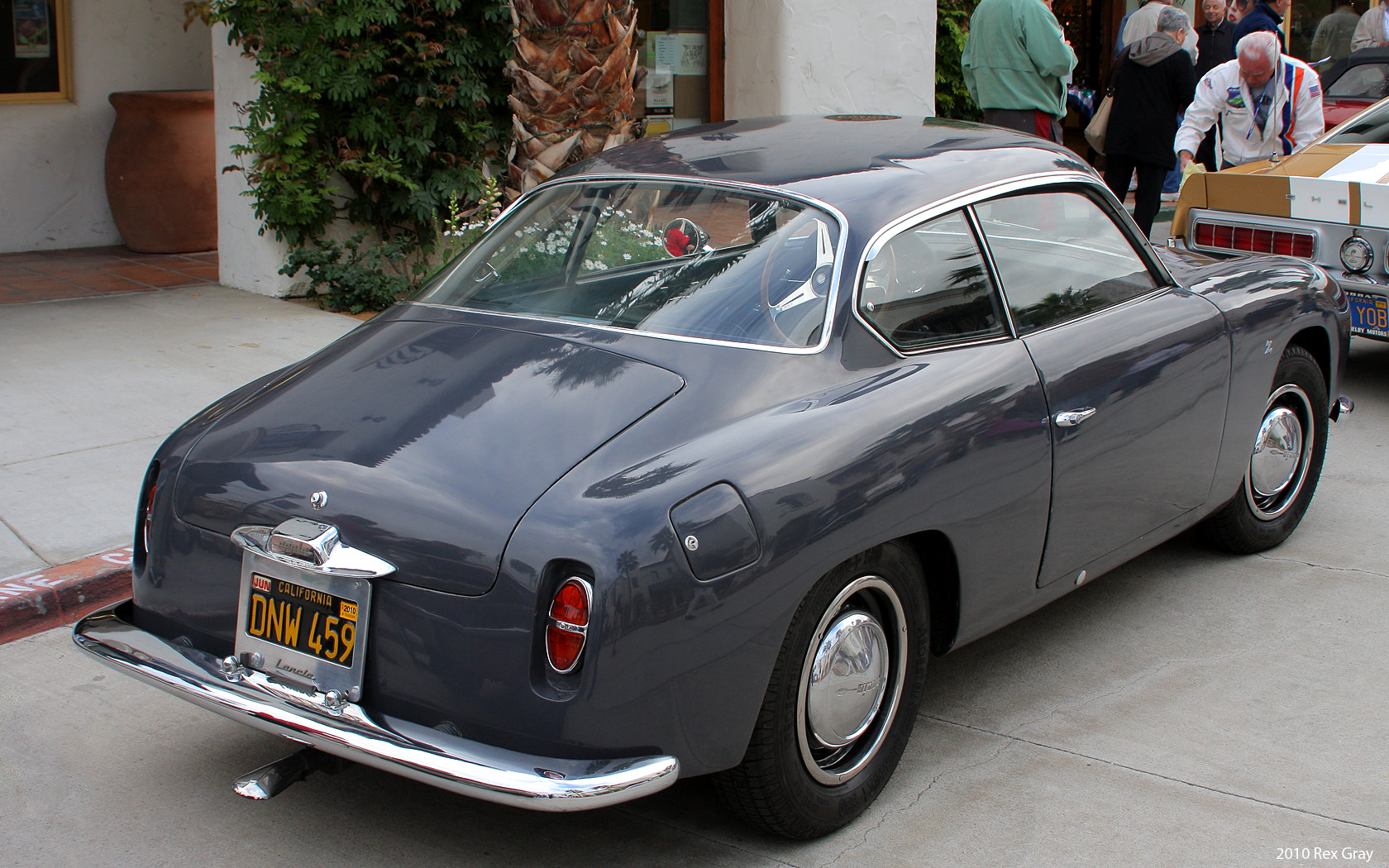
Lancia Appia Sport Zagato (1961)
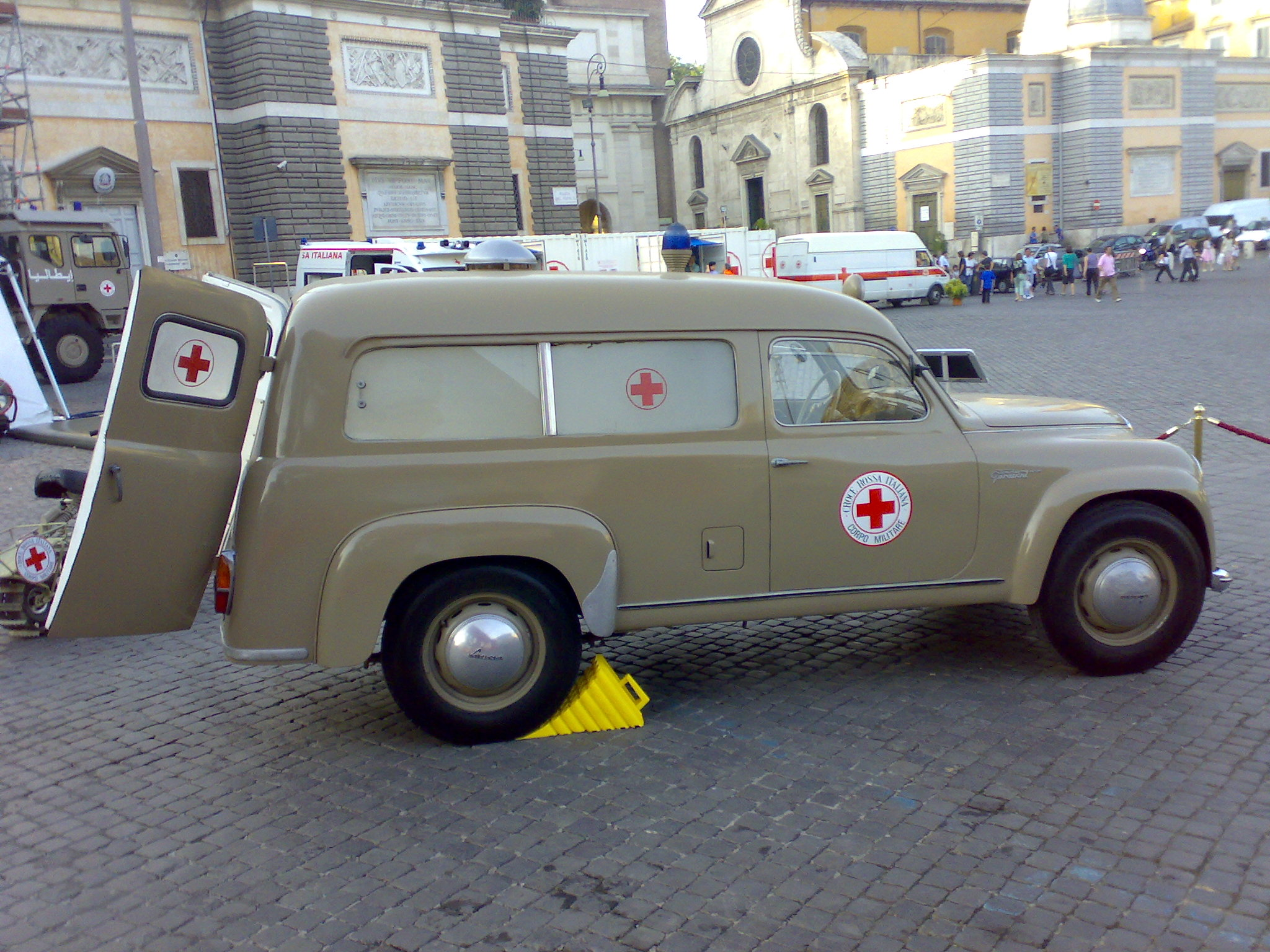
Krankenwagen auf Appia-Basis von Garavini